# Schachnovelle (2021)
Schachnovelle (2021) (in het Engels: The Royal Game) is een film van Philipp Stölzl, gebaseerd op de gelijknamige novelle van Stefan Zweig.

## Achtergrond
Het boek schachnovelle van Stefan Zweig werd enkele maanden na de zelfmoord van de Oostenrijkse auteur gepubliceerd, eerst in Brazilië - waar Zweig verbleef aan het eind van zijn leven - met een kleine oplage en later in Europa en de VS. Het zou echter nog even duren voordat het verhaal over een Gestaposlachtoffer een bestseller werd. De novelle werd veelgelezen en was op scholen lange tijd verplichte lectuur. Het boek werd in 1960 voor het eerst verfilmd. In deze film, toen ook in het Duits met dezelfde titel als het boek, maar in het Engels Brainwashed getiteld, had Curd Jürgens en Mario Adorf in de hoofdrollen. Het zou daarna nog eens zes decennia duren voordat de volgende remake kwam.
De novelle scheen regisseur Philipp Stölzl toe als een kafkaiaans raadsel. Maar het was pas toen scenarist Eldar Grigorian hem het scenario voorlegde, dat hij het potentieel zag van een verhaal voor het witte doek.

## Verhaallijn

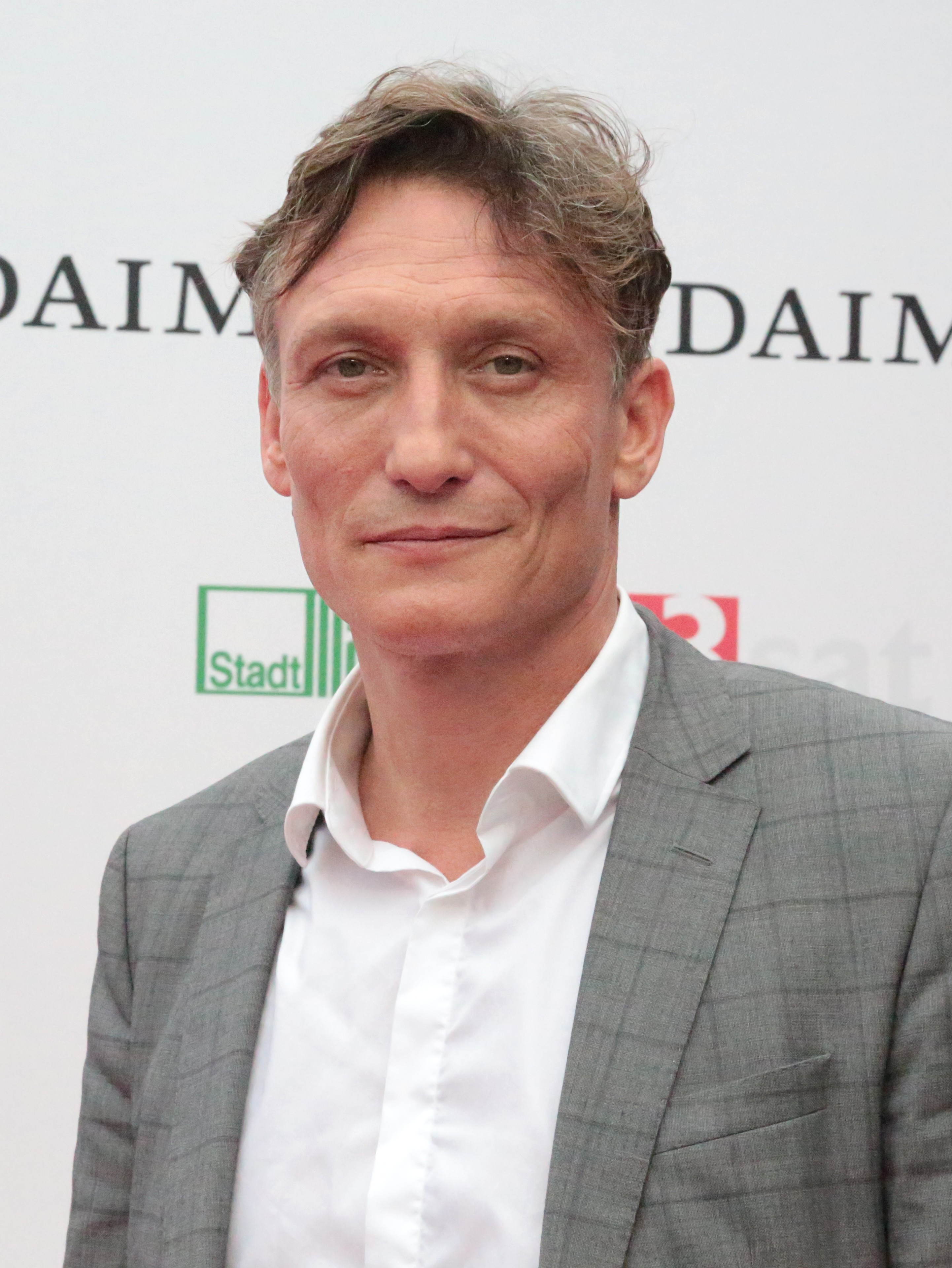
Oliver Masucci speelt Dr. Josep Bartok

De film is een raamvertelling dat begint en eindigt met de episode waarin de hoofdpersoon met de stoomboot van Rotterdam naar New York gaat. Daar tussenin wordt het voorafgaande verhaal verteld.
De geschiedenis begint in de jaren 1930 waarin de notaris en vermogensbeheerder van de adel Josef Bartok (Oliver Masucci), een Oostenrijkse bourgeois, met zijn vrouw (Birgit Minichmayr) een luxe en zorgeloze leven lijkt te leiden. Als de nazitroepen in 1938 Wenen binnenmarcheren, slaan Bartok en zijn vrouw op de vlucht naar de VS. Bartok gaat op het laatste moment nog terug om belangrijke documenten met toegangscodes van bankrekeningen van de Oostenrijkse adel te vernietigen. Dit lukt grotendeels, maar wordt hierbij door de Gestapo gearresteerd. De baas van de Gestapo, Franz-Josef Böhm (Albrecht Schuch) eist toegang tot de vertrouwelijke informatie. 
Bartok weigert de toegangscodes te delen en hij krijgt een 'speciale behandeling': hij wordt eenzaam opgesloten in een luxe kamer van het Metropol-hotel, het zenuwcentrum van de Gestapo aldaar. Bartok mag pas weg als hij de informatie vrijgeeft. Hij wordt daartoe maandenlang psychologisch gemarteld en ondervraagt door Böhm, die zich voordoet als een vriendelijke en cultureel geïnteresseerde nazie en die door verleiding en dreiging de informatie van Bartok te krijgen. Bartok blijft standvastig en weigert samen te werken. Hij verzwakt langzaam onder de omstandigheden. Dan weet hij de hand te leggen op een oud schaakboek, waarmee hij het voor elkaar krijgt zich beter te weren tegen de psychologische druk en niet waanzinnig te worden. Het boek blijkt echter een vloek en een zegen te zijn: Bartok, die aanvankelijk vond dat het schaakspel niet meer dan tijdverdrijf voor verveelde Pruisische generaals was, wordt geobsedeerd met het schaakspel. Door de vele partijtjes die hij tegen zichzelf speelt, begint hij schizofrene trekjes te krijgen. 
Verward en zwaar getraumatiseerd zit hij uiteindelijk alsnog op de boot van Rotterdam naar New York. Daar blijkt dat zijn vrouw op dezelfde overtocht zit. De suggestie wordt gewekt dat hij dat zich dat verbeeldt en dat de hele reis naar ballingschap en vrijheid slechts een hallucinatie is.
Hij begint te schaken op de boot. Tijdens een simultaan met een schaakmeester, de wereldkampioen Mirko Czentovic, fluistert hij de deelnemers zetten en combinaties in.
Bartoks dromen en visioenen worden verward met de werkelijkheid om het pijnlijke verlies van zijn geest te herscheppen. Pas tegen het einde realiseert de kijker zich dat Bartok er weliswaar in geslaagd is te ontsnappen aan het nazi-regime - maar niet elders in de wereld, maar in zijn eigen hoofd. De bevrijding uit gevangenschap, het aan boord gaan van het schip en het schaakspel waren slechts een verzinsel van de protagonist, zijn nieuwe manier om aan de werkelijkheid te ontsnappen. In feite daalde hij vanuit het paradijs van het vooroorlogse Europese leven af naar een persoonlijke hel van waanzin.

## Verschillen met het boek
In de film wordt het raamwerk uit het boek waarin Bartok zich op een grote luxe stoomboot bevindt aangehouden. Maar deze is in de film ondergeschikt gemaakt aan de gebeurtenissen in een luxe hotelkamer (wat in Zweigs boek een isoleercel is). Het beetje plot in Zweigs boek wordt vervangen door de psychologische ontwikkeling van de hoofdpersoon in de film.

## Kritische ontvangst

### Interpretatie
Een belangrijk thema in de film is de teloorgang van het menselijk bewustzijn onder bedreiging van het totalitarisme: de tragedie van de protagonist zou het falen van een idealist tonen die in de molen van de geschiedenis valt en er niet in slaagt de nieuwe werkelijkheid te aanvaarden.

### Waardering
De wereld kan niet instorten terwijl Wenen danst.
De wijze waarop de hoofdpersoon van een man met een goed doch oppervlakkig leven transformeert naar een geestelijk gestoorde en hoe dit symbool staat voor de ontwikkeling van de mensheid gedurende oorlog maakt grote indruk op de recensent van In visible. Het enige minpuntje van de film zou misschien het trage middendeel zijn, waarin  lang op het aftakelingsproces van de hoofdpersoon in zijn luxe hotelkamer gefocust wordt. Dit puntje van kritiek wordt in Film-rezensionen juist als een manier gezien om de psychologische aftakeling van Bartok en de verraderlijkheid van de situatie. Hierbij zou het drama op een mysteriethriller lijken waarbij de gebeurtenissen in de hotelkamer en op het schip steeds surrealistischer worden.
In de NDR wordt de film minder gunstig beoordeeld. Daar wordt het schaakspel als metafoor voor het overleven als magertjes gezien in een film waar Bartoks wanhoop en desoriëntatie in eenzame opsluiting geen seconde geloofwaardig zou zijn: het zou zonder visie zijn.
De recensies zijn daarentegen unaniem over de kwaliteit van het acteerwerk, wat ook uit de toegewezen nominaties blijkt.

## Prijzen
In Duitsland werd Schachnovelle goed ontvangen. De film won diverse prijzen, waaronder de Deutscher Filmpreis en de Bayerischer Filmpreis. Het was tevens voorgedragen als kandidaat Duitse inzending voor de categorie International Feature Film van de Oscars van 2022⁣, maar uiteindelijk was er dat jaar geen enkele Duitse film die zich tot de laatste vijf genomineerden voor deze prijs mochten rekenen.